# Litworowy Żleb (Tatry Wysokie)

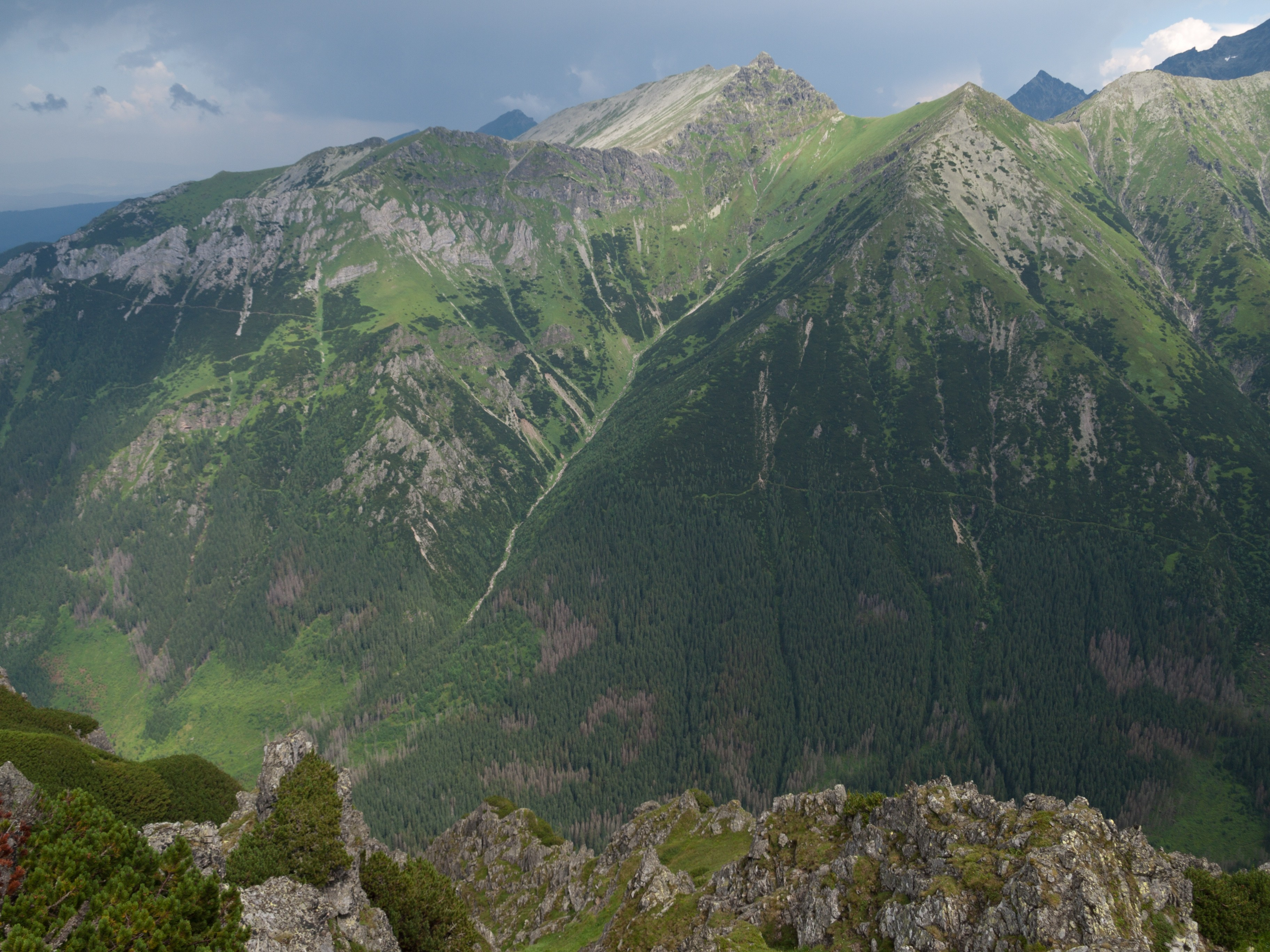
Litworowy Żleb

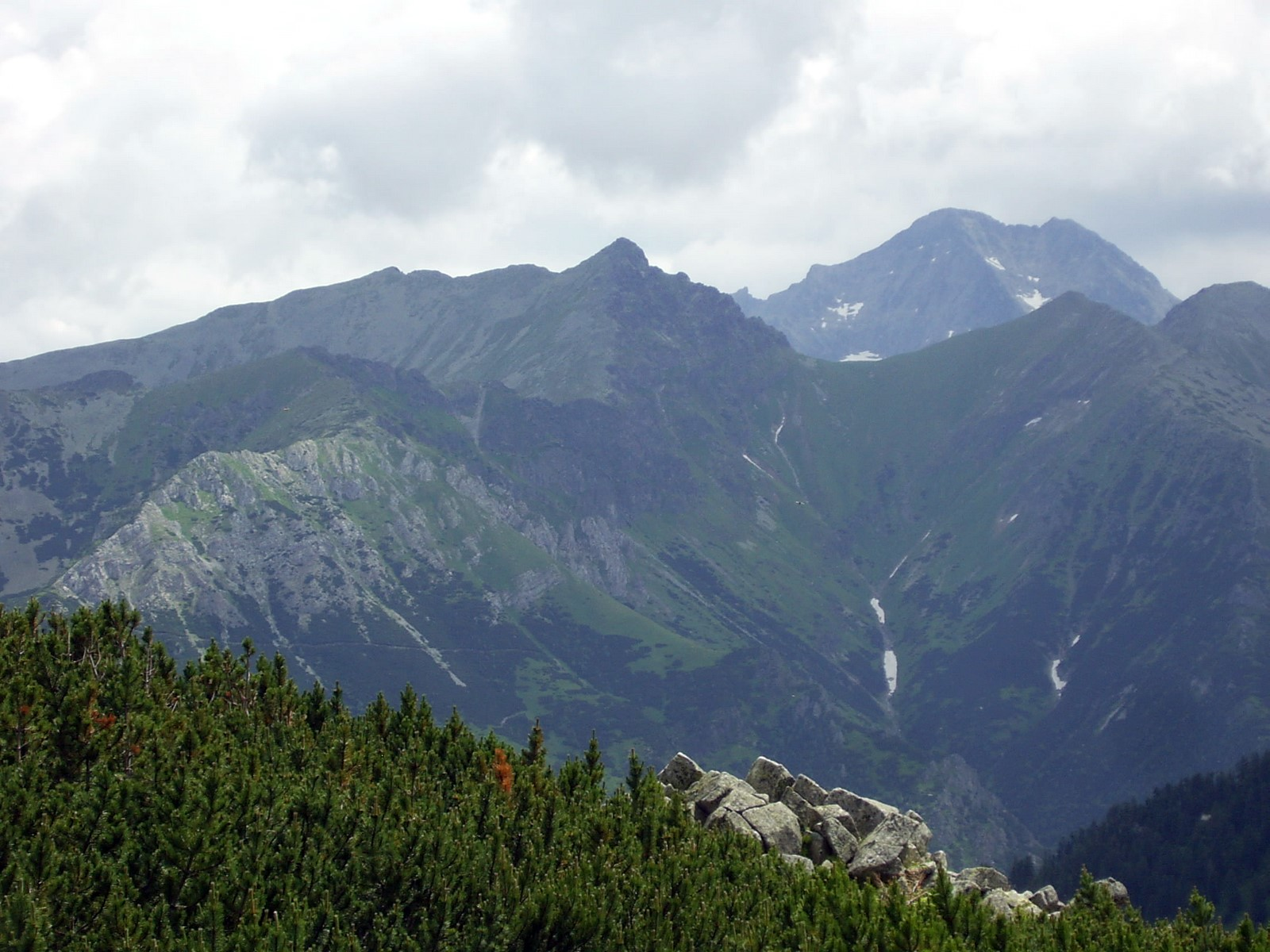
Litworowy Żleb widoczny poniżej Szerokiej Przełęczy, która widoczna jest na tle Lodowego Szczytu

Litworowy Żleb (słow. Litvorový žľab) – wąska dolina w kształtach przypominająca żleb o długości ok. 2 km znajdująca się w słowackiej części Tatr Wysokich. Litworowy Żleb jest wschodnim odgałęzieniem Doliny Białej Wody (Bielovodská dolina).

## Topografia
Litworowy Żleb graniczy:
- na północnym zachodzie z Doliną Spismichałową (Špismichalova dolina) – oddzielona granią Zamków, która odchodzi na zachód od wierzchołka Spismichałowej Czuby (Zámky),
- na północnym wschodzie z Doliną Szeroką (Široká dolina) – oddzielona fragmentem północno-zachodniego ramienia Szerokiej Jaworzyńskiej (Široká),
- na wschodzie z Doliną Zieloną Jaworową (Zelená Javorová dolina) stanowiącą zachodnie odgałęzienie Doliny Jaworowej (Javorová dolina) – oddzielona fragmentem grani odchodzącej od Małego Jaworowego Szczytu (Malý Javorový štít) na północny zachód,
- na południu z doliną Rówienki (Rovienková dolina) – oddzielona tzw. Zielonym Grzbietem, czyli granią odchodzącą od Zielonej Czuby (Štít nad Zeleným) na zachód.

## Opis
Litworowy Żleb zbiega spod Szerokiej Jaworzyńskiej, Zielonej Czuby i Szerokiej Przełęczy (Široké sedlo). W rzeczywistości jest on sporą, chociaż wąską doliną. Nazywany jest żlebem jedynie z racji swojego kształtu. Największym ciekiem wodnym odwadniającym Litworowy Żleb (z wyjątkiem górnej części, która jest sucha) jest Litworowa Woda, która na wysokości ok. 1190 m n.p.m. wpada do Białej Wody (Biela voda) jako jej orograficznie prawy dopływ. Litworowy Żleb jest w górnych partiach doliną trawiastą, natomiast w dolnych porośnięty jest lasem. Nie ma obecnie znaczenia turystycznego, gdyż znajduje się na obszarze ochrony ścisłej.
Nazwa Litworowego Żlebu pochodzi od rośliny zwanej dzięglem litworem, która obficie rośnie w jej obrębie. W gwarze podhalańskiej roślinę tę określa się nazwą litwor.

## Historia
Litworowy Żleb wraz z całą Doliną Białej Wody wchodził niegdyś w skład tzw. dóbr jaworzyńskich i stanowił teren myśliwski. Dawniej najprawdopodobniej wypasano tu także owce, które przyprowadzano z Polany pod Wysoką (Poľana pod Vysokou) i Polany pod Upłazki. Od drugiej połowy XIX w. chodzili tędy turyści na Szeroką Przełęcz i Szeroką Jaworzyńską, ale sporadycznie.